# 9 × 18 mm Makarov

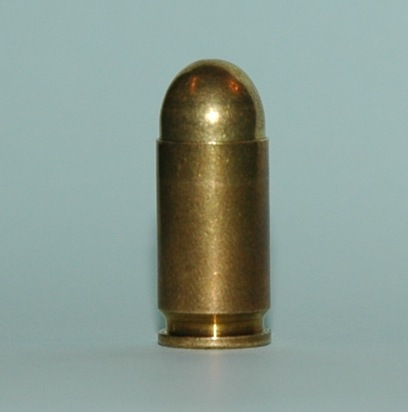
Cartucho 9 mm Makárov.

El 9 × 18 mm Makárov (a veces llamado 9 × 18 mm PM) es un cartucho soviético para pistolas y subfusiles. Fue la alternativa del Bloque del Este al 9 x 19 mm Parabellum.

## Historia
El 9 x 18 mm fue el cartucho estándar para los países del Bloque del Este, en muchos de los cuales se mantiene en uso. 
Este cartucho fue diseñado para que en caso de guerra, occidente no pudiera utilizar este cartucho en sus armas, ya que es muy diferente al 9x19 parabellum y no son compatibles

## Prestaciones

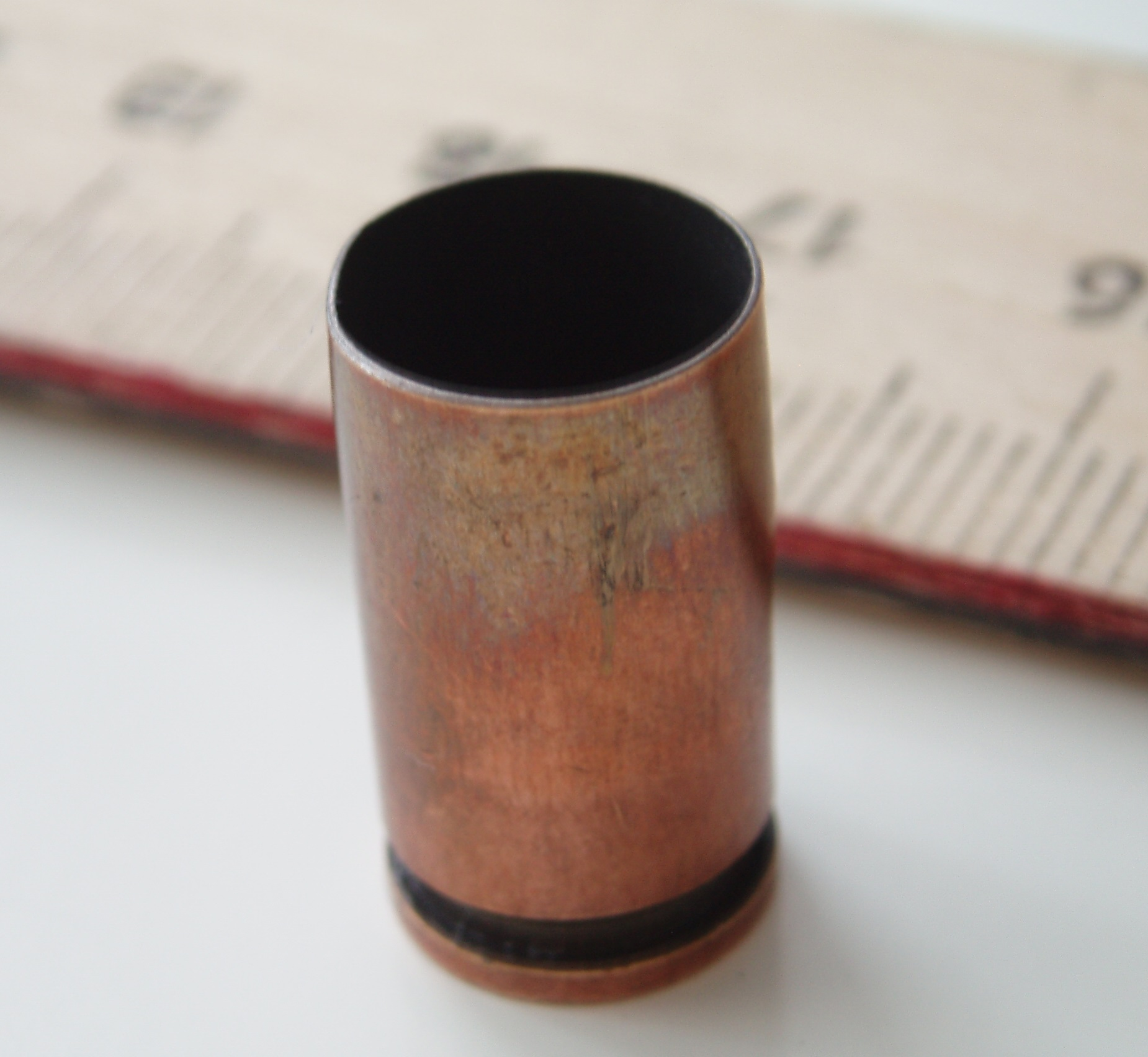
Casquillo de 9 x 18 Makárov.

El 9 x 18 mm tiene una balística inferior al 9 x 19 Parabellum. Las pruebas indican que la munición sobrante genera una presión de 1400 kg/cm², significativamente menor que los 2460 kg/cm² o más que generan las cargas propulsoras del 9 mm Parabellum. Esto es así para poder utilizar pistolas con el sistema de retroceso directo, en lugar de las pistolas de calibre 9 mm Parabellum u otras que generan altas presiones, que requieren mecanismos de bloqueo de recámara. El 9 x 18 mm Makárov no es intercambiable con el 9 mm Parabellum, 9 mm Largo u otros, y su balística se acerca más a la de su pequeño hermano, el 9 mm Corto, siendo un poco más potente que este.
Medidas
- Diámetro de la bala: 9,27 mm
- Cuello: 9,91 mm
- Base:9,95 mm
- Largo de la vaina: 18,1 mm
- Largo total: 25 mm
- Paso de estrías: 1 vuelta en 240 mm
- Presión máxima: 160 MPa

Características
- Peso de la bala: 6,2 g
- Energía: 313 julios
- Velocidad: 319 m/s

## Armas que emplean el 9 x 18 Makarov
- ČZ vz. 82
- FEG PA-63
- FEG SMC-918
- Fort 12
- Makarov PM
- OTs-02 Kiparis
- OTs-33
- P-83 Wanad
- PM-63 RAK
- PM-84 Glauberyt
- PP-19 Bizon
- Škorpion vz. 61
- Stechkin APS

## Sinónimos
- 9x18mm
- 9x18mm PM
- 9x18 Makarov
- 9mm Makarov
- 9mm Mak
- 9mm Ruso
- 9mm Soviético

### Fuente
- Esta obra contiene una traducción  derivada de «9x18mm Makarov» de Wikipedia en inglés, publicada por sus editores bajo la Licencia de documentación libre de GNU y la Licencia Creative Commons Atribución-CompartirIgual 4.0 Internacional.